# Zuma (videohra)
Zuma je logická videohra vyvinutá firmou PopCap Games. Je dostupná zdarma na několika serverech, nebo je možné ji zakoupit na mnoho platforem včetně PDA, mobilních telefonů a iPodu. Nejnovější verze se jmenuje Zuma Deluxe a lze ji zakoupit pro operační systémy Microsoft Windows, Mac OS X a Xbox 360.

## Hratelnost
Hráč ovládá kamennou modlu žáby, která střílí kuličky různých barev. Cílem je trefovat se do pohybujících se kuliček tak, aby tvořily skupiny po třech nebo více kuličkách stejné barvy. Řetězec pohybujících se kuliček se nesmí dotknout zlaté lebky. Kolo je u konce, když řetězec nemá žádné kuličky. Pokud hráč ukončí 5–7 kol, zvládl jednu úroveň. Hra obsahuje několik úrovní se zvyšující se obtížností.

## Ocenění
- Ocenění „Hra roku 2004“ od RealArcade